# Baoshan, Liaoning
Baoshan är en köping i Kina. Den ligger i provinsen Liaoning, i den nordöstra delen av landet, omkring 160 kilometer söder om provinshuvudstaden Shenyang. Antalet invånare är 17 948. Befolkningen består av 8 641 kvinnor och 9 307 män. Barn under 15 år utgör 14,0 %, vuxna 15-64 år 74 %, och äldre över 65 år 11,0 %.
Runt Baoshan är det ganska tätbefolkat, med 93 invånare per kvadratkilometer. Närmaste större samhälle är Jiguanshan, 17,9 km norr om Baoshan. Omgivningarna runt Baoshan är en mosaik av jordbruksmark och naturlig växtlighet.
Genomsnittlig årsnederbörd är 1 284 millimeter. Den regnigaste månaden är juli, med i genomsnitt 441 mm nederbörd, och den torraste är januari, med 10 mm nederbörd.